# لوچیانو نکوسور
لوچیانو نکوسور (انگلیسی: Luciano Nequecaur؛ زادهٔ ۱۹ ژوئیهٔ ۱۹۹۲) بازیکن فوتبال اهل آرژانتین است.